# Loopbaanonderbreking
Loopbaanonderbreking is in België de verzamelnaam voor alle stelsels uit de sociale zekerheid die werknemers de mogelijkheid bieden om hun loopbaan tijdelijk stop te zetten of te verminderen. Er is een algemene vorm en verschillende specifieke vormen van loopbaanonderbreking.
In zijn algemene vorm kan loopbaanonderbreking in principe opgenomen worden voor om het even welke reden. De algemene vorm van loopbaanonderbreking is sinds 2001 in de particuliere sector gekend als het tijdskrediet. In de openbare sector wordt nog steeds de term loopbaanonderbreking gehanteerd. 
De specifieke vormen van loopbaanonderbreking zijn er op gericht de werknemer tijdelijk de mogelijkheid te geven om een welbepaalde zorgtaak op zich te nemen. Er drie specifieke vormen van loopbaanonderbreking die voor zowel privésector als overheidssector gelden, namelijk het ouderschapsverlof, het verlof voor palliatieve zorg en het verlof voor medische bijstand. 
Onder bepaalde voorwaarden verstrekt de Rijksdienst voor Arbeidsvoorziening (RVA) een loopbaanonderbrekingsuitkering.